# IC 3921
IC 3921 је спирална галаксија у сазвјежђу Ловачки пси која се налази на листи објеката дубоког неба у Индекс каталогу.
Деклинација објекта је + 38° 38' 24" а ректасцензија 12h 56m 56,7s. Привидна величина (магнитуда) објекта IC 3921 износи 15,4 а фотографска магнитуда 16,2.